# Мальмгрен, Финн
Финн Адольф Эрик Юхан Мальмгрен (швед. Finn Adolf Erik Johan Malmgren; 9 февраля 1895, Гётеборг — июнь 1928, Арктика) — шведский геофизик, участник нескольких океанографических и арктических экспедиций, автор работ по физическим и химическим свойствам морского льда.

## Биография
Среднее образование получил в Гётеборге, Зундсвалле (Sundsvall) и Стокгольме. С 1912 по 1916 год учился в Уппсальском университете. В 1917 г. Мальмгрен стал ассистентом профессора Акселя Хамберга в его обсерватории в Портетйокко (Pårtetjåkko). С 1920 года работал в Метеорологическом институте в Уппсале и Гидрографическом институте, где стал ассистентом профессора Отто Петтерсона. Мальмгрен участвовал в арктической экспедиции на корабле «Мод» вместе с Руалем Амундсеном и Харальдом Свердрупом в 1922—1925 годах и в экспедиции на дирижабле «Норвегия» под командованием Умберто Нобиле на Северный полюс в 1926 году.
Был одним из участников экспедиции Нобиле в Арктику 1928 года на дирижабле «Италия». 25 мая произошла катастрофа дирижабля. Из шестнадцати членов экипажа семеро погибли, а оставшиеся, в том числе Мальмгрен, были выброшены на лёд. При этом Мальмгрен повредил плечо. 30 мая Мальмгрен и два итальянских штурмана Филиппо Цаппи и Адальберто Мариано вышли из лагеря, чтобы, добравшись до бухты Конгсфьорд на Шпицбергене, сообщить о катастрофе. Если верить Мариано и Цаппи, где-то 15 июня истощённый Мальмгрен сказал спутникам, что у него нет сил идти дальше, и те по просьбе самого Мальмгрена оставили его.
Цаппи и Мариано были обнаружены советским лётчиком Чухновским и приняты на борт ледокола «Красин» 12 июля. Тело Мальмгрена не было найдено, хотя сообщалось, что советский пилот за день до спасения итальянцев видел их вместе рядом с лежащим на льду телом. Однако летчик мог легко принять за лежащее тело тряпки, разбросанные Мариано и Цаппи по льду как знак летчикам. Поскольку, по описанию очевидцев, Цаппи после спасения хорошо выглядел и носил тёплую одежду Мальмгрена, существует точка зрения (впрочем, не имеющая сколь-нибудь существенных доказательств), что Мальмгрен мог быть съеден.

## В кино
В советско-итальянском фильме Михаила Калатозова «Красная палатка» (1969) роль Финна Мальмгрена исполнил Эдуард Марцевич.